# Rudgea foveolata
Rudgea foveolata är en måreväxtart som först beskrevs av Hipólito Ruiz López och Pav., och fick sitt nu gällande namn av Alexander Zahlbruckner. Rudgea foveolata ingår i släktet Rudgea och familjen måreväxter. Inga underarter finns listade i Catalogue of Life.